# Дхриштадьюмна

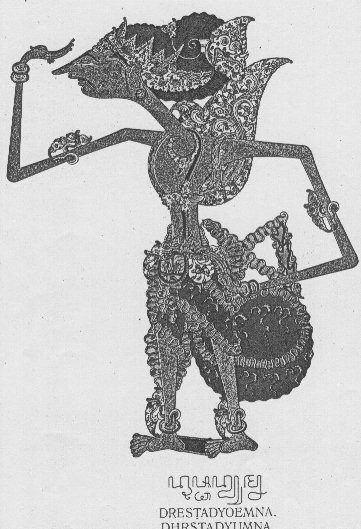
Дхриштадьюмна в яванской ваянге.

Дхриштадью́мна (санскр. धृष्टद्युम्न, IAST: Dhṛṣṭadyumna), также известен как Драупада) — герой древнеиндийского эпоса «Махабхарата», сын Друпады, брат Драупади и Шикханди. Во время Битвы на Курукшетре он был главнокомандующим армии Пандавов и убил Дрону.

## Рождение
После того, как отец Дхриштадьюмны, Друпада, оскорбил своего друга детства Дрону, тот возжелал мести. Поэтому, как только Кауравы прошли у него обучение военному искусству, Дрона приказал им пленить Друпаду и привезти его в Хастинапур. Дурьодхана назначил командиром армии лучшего воина среди Кауравов, Викарну, который вместе с Духшасаной, Сударшаной и другими Кауравами атаковал царство Панчала. После того, как попытки Кауравов нанести поражение армии противника потерпели неудачу, Дрона послал с той же миссией Арджуну и других Пандавов. Пандавы успешно атаковали царство Панчала без помощи армии, и Арджуна захватил в плен Друпаду. Дрона взял себе половину царства Друпады и простил своему другу детства его оскорбления. Друпада, однако, возжелал в своём сердце мести и совершил ведийское жертвоприношение путраками, желая родить сына, способного убить Дрону, и дочь, которая бы вышла замуж за Арджуну. В результате у Друпады из священного жертвенного огня родился Дхриштадьюмна, впоследствии убивший Дрону, и дочь Драупади, ставшая женой Пандавов. Описывается, что Дхриштадьюмна на момент рождения уже обладал познаниями в боевых искусствах и ведийских писаниях. Несмотря на то, что было предсказано, что Дхриштадьюмна убьёт Дрону, тот принял его как своего ученика и обучил его военному мастерству.

## Сваямвара Драупади
Когда Драупади в ходе сваямвары была выиграна молодым брахманом во время состязания по стрельбе из лука, Дхриштадьюмна незаметно последовал за брахманом и своей сестрой, разведав, что на самом деле это был не брахман, а один из Пандавов, Арджуна.

## Битва на Курукшетре
На 15-й день битвы, побуждаемый Дхритараштрой, Дрона решил использовать мощное оружие брахмаданду, обладавшее могуществом семи великих мудрецов. Так как никто кроме Дроны не умел владеть этим оружием или противостоять ему, Дрона в течение всего пятнадцатого дня битвы был непобедим. Наблюдавший за всем Кришна придумал тогда хитрый план, с помощью которого можно было сломить непобедимого Дрону. Следуя плану Кришны, Бхима нашёл и убил слона, которого звали Ашваттхама (точно так же звали и сына Дроны) и начал громко кричать, что Ашваттхама был убит. Дрона, однако, не поверил Бхиме и пошёл за подтверждением к Юдхиштхире, зная, что тот ни при каких обстоятельствах не станет лгать. На вопрос Дроны Юдхиштхира ответил криптической санскритской фразой, которая примерно означала: «Ашваттхама умер, будь то человек или слон». В то время как Юдхиштхира произносил эти слова, по приказу Кришны воины внезапно задули в раковины, звук которых поглотил последнюю часть фразы. Поверив в новость о смерти своего сына, Дрона сложил оружие, сошёл с колесницы и закрыв глаза, сел на землю. Дхриштадьюмна воспользовался моментом и обезглавил Дрону. Говорится, что к тому моменту, когда меч Дхриштадьюмны отсёк голову Дроны, его душа уже оставила тело в результате проделанной им медитации. Смерть Дроны привела Арджуну в великую печаль, так как он надеялся взять в плен своего дорогого учителя и таким образом спасти его жизнь.

## Смерть
После окончания Битвы на Курукшетре, одолеваемый желанием мести, Ашваттхама под покровом тьмы атаковал военный лагерь Пандавов и убил Дхриштадьюмну и других воинов.